# Rasmus Nilausen
Rasmus Nilausen (Copenhaguen, 1980) és un artista danès. MA Fine Art, Chelsea College of Art and Design, University of the Arts, Londres. Llicenciat en Belles Arts, Facultat de Belles Arts, Universitat de Barcelona.

## Exposicions individuals
- 2014 - Salvatore, Traneudstillingen, Hellerup, Dinamarca
- 2013 - Still, garcía | galería, Madrid
- 2012 - Rhopos, sis galeria,[2] Sabadell; Sisyphus, Rhopography and a Headless Chicken, La Capella, Barcelona; The Beautiful Perversion, Galerie Sturm, Nuremberg, Alemanya

## Exposicions col·lectives
- 2013 - FACTOTUM, Fundació Antoni Tàpies, Barcelona; Relat de belles coses falses, Centre d'Art Lo Pati, Amposta
- 2012 - Octave, The Chisenhale Gallery, Londres; Los Inmutables, DAFO Projectes, Lleida; 3 Under 40, Galería Marlborough, Barcelona
- 2011 - Bloomberg New Contemporaries 2011, Institute of Contemporary Arts, Londres — Site Gallery and S1 Artspace, Sheffield; MA Show 2011, Chelsea College of Art and Design, Londres; Chelsea Salon Series, The Chisenhale Gallery, Londres
- 2010 - Sense títol, àngels Barcelona